# Великий Кипчак
Великий Кипчак (рос. Большой Кипчак, крим. Büyük Qıpçaq, Буюк Къыпчакъ) — пересихаюче солоне озеро в Чорноморському районі АР Крим, розташоване між озерами Лиман, Малий Кипчак і селом Оленівка. Площа — 0,12 км². Тип загальної мінералізації — солоне. Походження — лиманне. Група гідрологічного режиму — безстічне.

## Географія
Довжина — 0,5 км. Ширина: середня — 0,2 км, найбільша — 0,4 км. Глибина: середня — 0,3 м, найбільша — 0,55 м. Входить до Тарханкутської групи озер. Використовується для рекреації. Найближчий населений пункт — північно-східніше село Оленівка.
Утворилося в результаті затоплення морем пригирлових частин балок і відшнуровування їх від моря піщано-черепашковими пересипами. Пересип озера до теперішнього часу геологічно повністю не склалався, збереглися пониження, які проривають під час штормів в морі.
Середньорічна кількість опадів — менше 350 мм. Живлення: поверхневі і підземні води Причорноморського артезіанського басейну.